# Stadio Artemio Franchi
Stadio Artemio Franchi är en fotbollsstadion i Florens i Italien. Den är hemmaarena för Serie A-klubben ACF Fiorentina.
Stadion är byggd 1931 och har sedan renoverats 1990. Den har en kapacitet på 47 282 personer.